# Brenner Alves Sabino
Brenner Alves Sabino (* 10. Januar 1999 in Porto Alegre), auch einfach nur Brenner genannt, ist ein brasilianischer Fußballspieler.

## Karriere
Brenner Alves Sabino stand von 2018 bis 2020 bei Internacional Porto Alegre im brasilianischen Porto Alegre im Bundesstaat Rio Grande do Sul unter Vertrag. Von März 2019 bis August 2019 wurde er an den brasilianischen Verein Oeste FC nach Itápolis ausgeliehen. Mit Oeste absolvierte er ein Spiel in der Série B. Im August 2019 wechselte er auf Leihbasis nach Europa. Hier spielte er bis zum Jahresende in Dänemark bei Vejle BK. Der Verein aus Vejle spielte in der zweiten dänischen Liga, der 1. Division. Für Vejle absolvierte er drei Zweitligaspiele. Im Februar 2020 wurde er für ein Jahr an den japanischen Verein Iwate Grulla Morioka ausgeliehen. Mit dem Verein aus Morioka spielte er in der dritten japanischen Liga. Nach 28 Drittligaspielen wurde er im Januar 2021 fest von Iwate unter Vertrag genommen. Ende der Saison 2021 feierte er mit Iwate die Vizemeisterschaft und den Aufstieg in die zweite Liga. Nach nur einer Saison in der zweiten Liga musste er mit dem Verein am Ende der Spielzeit als Tabellenletzter wieder in die dritte Liga absteigen. Nach insgesamt 56 Ligaspielen wechselte er im Januar 2023 nach Thailand. Hier schloss er sich dem Erstligisten PT Prachuap FC an. In der Rückrunde bestritt er für Prachuap sechs Ligaspiele. Ende Juni 2023 wechselte er zum ebenfalls in der ersten Liga spielenden Khon Kaen United FC. Am Ende der Saison 2024/25 wurde er mit Khon Kaen Tabellenletzter und musste somit in die zweite Liga absteigen.

## Erfolge
Iwate Grulla Morioka
- Japanischer Drittligavizemeister: 2021  ▲